# Kandahar (Trinidad y Tobago)
Kandahar es una localidad de Trinidad y Tobago, que forma parte de la región de Tunapuna-Piarco.

## Geografía
La localidad abarca parte de la isla Trinidad y limita al norte con Blanchisseuse, al sur con Cane Farm y Dinsley-Trincity, al este con Lopinot Village y Five Rivers y al oeste con Caura, Paradise Gardens y Tacarigua.

## Demografía
Datos demográficos de la localidad de Kandahar:
| Gráfica de evolución demográfica de Kandahar entre 2000 y 2011 |
|                                                                |